# Глушков, Виктор Михайлович
Ви́ктор Миха́йлович Глушко́в (24 августа 1923, Ростов-на-Дону, РСФСР, СССР — 30 января 1982, Москва, СССР) — советский математик, кибернетик. Доктор физико-математических наук (1955), профессор (1957). Директор-основатель Института кибернетики НАН Украины (с 1962 г.). Вице-президент АН УССР (с 1962; член с 1961, членкор с 1958), академик АН СССР (1964) и «Леопольдины» (1970). 
Герой Социалистического Труда (1969), лауреат Ленинской премии и двух Государственных премий СССР. Заслуженный деятель науки УССР (1978). Депутат Верховного Совета СССР 8—10 созывов. 
Автор трудов по алгебре, кибернетике и вычислительной технике. Под его руководством в 1966 году была разработана первая в СССР персональная ЭВМ «МИР-1».

## Биография
Родился в семье горного инженера. С детства имел сильную близорукость. Вспоминал, что уже к началу восьмого класса школы «овладел основными университетскими курсами» математики. Однако к концу десятого класса именно теоретическая физика стала «основным увлечением» юного Глушкова: «ещё тогда я понял, что надо сосредоточиваться на чём-то одном, и выбрал теоретическую физику, а точнее квантовую химию. И если бы не война, это желание может быть и осуществилось».
21 июня 1941 года окончил с золотой медалью среднюю школу № 1 в Шахтах Ростовской области. 
Начавшаяся Великая Отечественная война нарушила планы Глушкова поступать на физический факультет МГУ (однако он, будучи признан негодным к военной службе, успел поступить в Ростовский университет; откуда был мобилизован на рытьё окопов). Его мать была расстреляна немецкими оккупантами осенью 1941 года («Судьба её выяснилась после войны. Она была депутатом Шахтинского горсовета. Её выдала управдом, немка по происхождению», — вспоминал Глушков). После освобождения города Шахты 12 февраля 1943 года, Глушков был мобилизован и участвовал в восстановлении угольных шахт Донбасса.
Осенью 1944 года Глушков стал студентом Новочеркасского индустриального института, его теплотехнического факультета (перед чем успел посетить Москву — «приехав туда, я понял, что это безнадёжное дело — приезжих в университет не брали. Пришлось возвратиться»). Как вспоминал В. М. Глушков: «В первые годы учёбы я стал известен как студент, знающий досконально все области математики, а также основные сочинения Гегеля и Ленина».
Там он учился в течение четырёх лет, проявив интерес не столько к основному предмету — теплотехнике, — сколько к наукам физико-математического цикла, имея одни пятёрки в зачётной книжке. Поняв на четвёртом году обучения, что теплотехнический профиль будущей работы его не удовлетворит, Глушков решил перейти на математический факультет Ростовского университета. С этой целью он экстерном сдал все экзамены за четыре года университетского курса математики и физики и стал студентом пятого курса Ростовского университета. В дипломной работе, выполненной под руководством известного математика профессора Д. Д. Мордухай-Болтовского, Глушков развил методы вычисления таблиц несобственных интегралов, обнаружив неточности в существующих таблицах, выдержавших до того по 10—12 изданий. Защитив в 1948 году дипломную работу на «четыре» (см. об этом), был направлен по распределению на Урал — в одно из учреждений, связанных с нарождавшейся тогда атомной промышленностью. Когда же В. М. Глушков добрался туда, оказалось, что ему изменили назначение, постановив поступить в Новочеркасский индустриальный институт; однако возвращаться у него уже не было средств. Первоначально он временно устроился в педагогическое училище в Нижнем Тагиле, затем декан Свердловского университета С. Н. Черников посодействовал устройству Глушкова в Лесотехнический институт, а также привлек его в свой математический кружок. В 1949 году Глушков принимает предложение Черникова о поступлении в заочную аспирантуру, в 1951 году защищает диссертацию кандидата физико-математических наук; с 1952 года — доцент.
В 1953 г. — и. о. заведующего кафедрой теоретической механики Уральского лесотехнического института. Затем (1954-55 гг.) направлен в одногодичную докторантуру при Московском государственном университете им. М. В. Ломоносова, после окончания её защитил там же 12 декабря 1955 года диссертацию на тему «Топологически локально нильпотентные группы» на соискание ученой степени доктора физико-математических наук, руководителем её был А. Г. Курош. Основной результат — формулировка и доказательство одной из интерпретаций пятой проблемы Гильберта, более общей, чем в работах Глизона и Ямабэ (но не самой общей из возможных, которая современными математиками ассоциируется с гипотезой Гильберта — Смита). В то же время В. М. Глушков становится членом Московского математического общества.
По собственному признанию, узнал о том, как работают компьютеры и что они могут, из книги А. И. Китова «Электронные цифровые машины», появившейся в начале 1956 года.

### Киевский период деятельности
Оставшаяся после переезда из Киева в Москву С. А. Лебедева его лаборатория вычислительной техники, в которой была создана первая в СССР и континентальной Европе ЭВМ — МЭСМ, была переведена в Институт математики АН УССР; директор которого Б. В. Гнеденко для заведования ею в 1956 году пригласил Глушкова. Переехав, тот с августа 1956 года жил и работал в Киеве. В декабре 1957 года на базе указанной лаборатории создан Вычислительный центр АН УССР, директором которого стал Глушков (а также заведующим отделом теории цифровых автоматов этого центра). В декабре 1962 года на базе ВЦ АН УССР создан Институт кибернетики АН УССР (в будущем — Институт кибернетики им. В. М. Глушкова НАН Украины), директором которого остался Глушков (как и заведующим отделом теории цифровых автоматов). Член КПСС с 1958 года.
С 1957 года он также преподавал в КГУ, где читал на механико-математическом факультете курс высшей алгебры и спецкурс по теории цифровых автоматов. С 1966 года и до конца жизни заведовал кафедрой теоретической кибернетики, созданной в том же году там на факультете, и позднее вошедшей в появившийся в 1969 году факультет кибернетики, инициаторами создания которого стали Глушков и И. И. Ляшко (его декан-основатель).

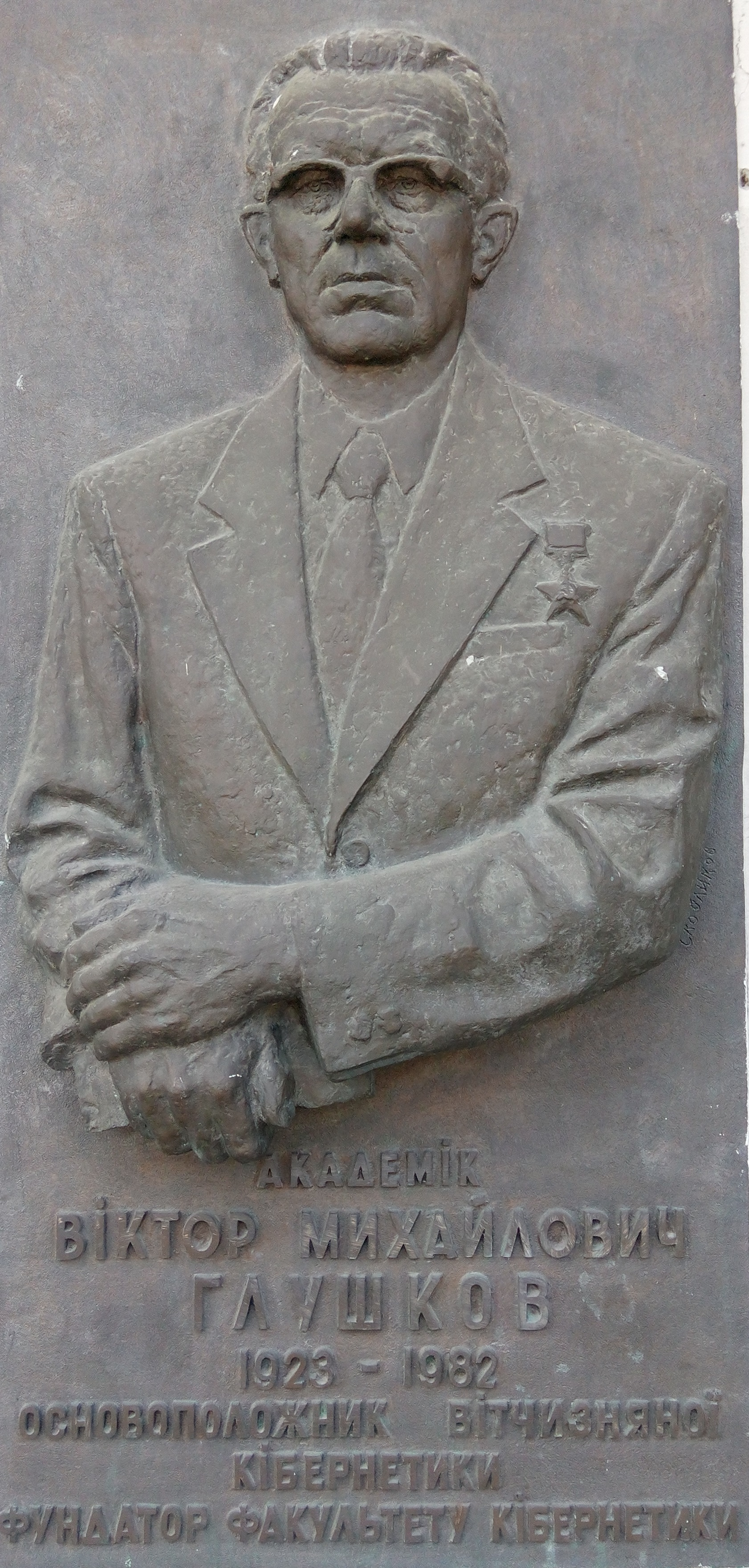
Мемориальная доска Виктору Глушкову на здании факультета кибернетики КНУ

С 1962 года и до конца жизни вице-президент Академии наук УССР. Депутат Верховного Совета УССР (1967—1971 гг.), депутат Верховного Совета СССР (1971—1982 гг.).
В 1963 году утверждён председателем Межведомственного научного совета по внедрению вычислительной техники и экономико-математических методов в народное хозяйство СССР при Государственном комитете Совета Министров СССР по науке и технике. С 1964 г. член Киевского обкома Компартии Украины.
В 1964 году прошла разработка концепции АСУП и участие в создании и внедрении системы «Львов» на Львовском телевизорном заводе, принятой в эксплуатацию в 1967 году.
В 1965 году Глушков завершил участие в создании алгоритмического языка АЛМИР-65. В 1966 г. избран председателем Программного комитета Международной федерации по обработке информации. С 1966 года член ЦК КПУ (по 1982); делегат XXV и XXVI съездов КПСС.
В 1967 году в Киеве под руководством академика Глушкова была организована кафедра МФТИ при Институте кибернетики АН УССР, которой он заведовал. В 1968 году в Институте кибернетики АН УССР под руководством В. М. Глушкова на основе языка АЛМИР-65 был разработан новый язык программирования Аналитик.
С 1973 года председатель Научного совета по вычислительной технике и системам управления Государственного комитета Совета Министров СССР по науке и технике и Президиума Академии наук УССР.
При издании 1973 года энциклопедии «Британника», статья о кибернетике была заказана Глушкову. В 1974—1975 гг. вышла в свет двухтомная «Энциклопедия кибернетики», инициатором издания, организатором коллектива авторов и главным редактором которой был Виктор Михайлович Глушков.
Был советником генерального секретаря ООН по кибернетике.
Был членом Государственного комитета СССР по науке и технике и Комитета по Ленинским и Государственным премиям при Совете Министров СССР. Под его руководством защищено более двухсот кандидатских и полусотни докторских диссертаций.
Глушков был инициатором и главным идеологом разработки и создания Общегосударственной автоматизированной системы учёта и обработки информации (ОГАС), предназначенной для автоматизированного управления всей экономикой СССР в целом. Для этого им была разработана система алгоритмических алгебр и теория для управления распределёнными базами данных.
Осенью 1981 года состояние здоровья Глушкова ухудшилось. Он лечился в «Феофании» (Киев), откуда был направлен в Москву в Центральную клиническую больницу. Скончался там 30 января 1982 года. Похоронен в Киеве на Байковом кладбище.
Автор более 700 работ.
Семья
- Супруга — Валентина Михайловна (ум. 21.5.2003), были женаты с конца 1940-х годов.
- Две дочери — Ольга и Вера. Старшая Ольга, д.э.н., профессор, зав.кафедрой информатики РЭУ им. Г. В. Плеханова, замужем за Владимиром Анатольевичем Китовым, сыном А. И. Китова. Их сын Виктор Владимирович Китов (1982) — к.ф.-м.н., работает преподавателем в МГУ имени М. В. Ломоносова на факультете ВМиК.

## Награды
Герой Социалистического Труда (13.03.1969), Заслуженный деятель науки Украинской ССР (1978), Почётный гражданин города Шахты (26.12.1978).
- Академик АН УССР (1961; член-корреспондент 1958)
- академик АН СССР (26.06.1964, Отделение математики (математика, в том числе вычислительная)[25])
- член Германской академии естествоиспытателей «Леопольдина» (1970)[26]
- иностранный член Болгарской академии наук (1974)[17]
- иностранный член Академии наук ГДР (1975)[4]
- иностранный член Польской АН (1977)[4]

С 1975 года почётный иностранный член Кибернетического общества Польши (пол. Polskie Towarzystwo Cybernetyczne).
В 1976 году занесен во Всесоюзную книгу почета народных университетов.
Отечественные награды
- 3 ордена Ленина (1967[4], 1969, 1975[27])[26]
- Орден Октябрьской Революции (1973[4][17])
- Медаль имени академика С.И.Вавилова (1980), высшая награда Всесоюзного общества "Знание"[17]

Премии
- Ленинская премия (1964)[4][26]
- дважды лауреат Государственной премии СССР (1968, 1977)[4][26]
- дважды лауреат Государственной премии Украинской ССР (1970, 1981)[4]
- Премия имени Н. М. Крылова Академии наук УССР (1967) — за цикл работ по теоретической кибернетике[4]
- Премия имени С. А. Лебедева (1979)
- Премия имени А. Н. Крылова (1980)
- Премия Совета Министров СССР (1981)

Зарубежные награды и отличия
- Орден Народной Республики Болгария 1 степени (1973[4])
- Орден «Знамя Труда» (ГДР, 1976)[4]
- «Серебряный сердечник» (англ. Silver Core) от IFIP (1974)[28]
- Почётный доктор Дрезденского технического университета (1975[4])
- медаль «Пионер компьютерной техники» (1996) Компьютерной ассоциации Института инженеров электротехники и электроники.[29]

## Память

Мемориальная доска в ЮРГТУ (НПИ)

- В честь учёного АН УССР учредила премию его имени.
- Имя академика В. М. Глушкова носят созданный им Институт кибернетики Национальной академии наук Украины
- Проспект Академика Глушкова в Киеве.
- В Новочеркасском политехническом институте на здании энергетического факультета установлена мемориальная доска с барельефом В. М. Глушкова, которая была открыта в годовщину его 60-летия — 2 июля 1983 года: «Здесь с 1943 по 1947 год обучался академик, Герой Социалистического Труда, лауреат Ленинской и Государственных премий СССР Глушков Виктор Михайлович (1923—1982)».[30] Доска изготовлена в Киеве при содействии министра Шевченко А. Т.[31]
- Дочь — Вера Викторовна Глушкова, координирует сайт по истории ОГАС, который она делает совместно с Институтом кибернетики им. Глушкова НАНУ, ИПММС НАНУ, НТУУ «КПИ» и группой учёных из России: ogas.kiev.ua.[32]
- В честь учёного в СССР и Украине были выпущены почтовые конверты.
- В 1986 году на основе фактов из биографии учёного был снят фильм «Приближение к будущему».
- В искусстве 2032: Легенда о несбывшемся грядущем. Архивировано 17 марта 2022 года.

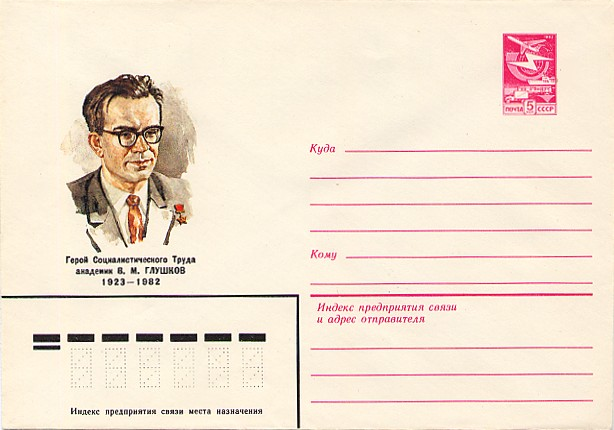
Почтовый конверт СССР, 1983 год
Почтовый конверт Украины, 1998 год

## Список произведений
- Глушков В. М. Топологические локально нильпотентные группы. — М., 1955. — 245 с.
- Глушков В. М. Строение локально бикомпактных групп и пятая проблема Гильберта // Успехи математических наук : журнал. — М., 1957. — Т. XII, вып. 2 (74). — С. 3—41.
- Глушков В. М. Синтез цифровых автоматов. — М.: ГИФМЛ, 1962. — 476 с.
- Глушков В. М. Введение в кибернетику. — Киев: Изд-во АН УССР, 1964. — 15 000 экз.
- Глушков В. М. Мышление и кибернетика. — М.: Знание, 1966. — 32 с. — (Библиотечка "Философские проблемы техники". В помощь занимающимся в системе партийной учебы). — 53 200 экз.
- Глушков В. М. Введение в АСУ. — Киев: Техника, 1972. — 312 с.
- Глушков В. М., Гнеденко Б. В., Коронкевич А. И. Современная культура и математика. — М.: Знание, 1975. — (Новое в жизни, науке, технике. Серия «Математика, кибернетика»).
- Глушков В. М. Макроэкономические модели и принципы построения ОГАС. — М.: Статистика, 1975. — 160 с. — (Методы оптимальных решений). — 16 000 экз.
- Глушков В. М., Валах В. Я. Что такое ОГАС?. — М.: Наука, 1981. — (Библиотечка «Квант»). — 150 000 экз.
- Глушков В. М. Основы безбумажной информатики. — М.: Наука, 1982. — 552 с.
- Энциклопедия кибернетики / Глушков В. М. (отв. ред.). — Киев: Главная редакция Украинской Советской Энциклопедии, 1974. — Т. 1—2. — 608 + 624 с.